# Mérulaxe souris
Scytalopus speluncae
Espèce
Statut de conservation UICN

 LC  : Préoccupation mineure
Le Mérulaxe souris (Scytalopus speluncae) est une espèce de passereau qui vit en Amérique du Sud à l'est des Andes et en particulier en Guyane française.